# Rigidez dielétrica
A rigidez dielétrica de um certo material é um valor limite de campo elétrico aplicado sobre a espessura do material (kV/cm), sendo que, a partir deste valor, os átomos que compõem o material se ionizam e o material dielétrico deixa de funcionar como um isolante.
O valor da rigidez dielétrica depende de diversos fatores como:
- Temperatura.
- Tempo de aplicação da diferença de potencial
- Taxa de crescimento da tensão.
- Para um gás, a pressão é fator importante.

A tabela abaixo apresenta uma comparação da ordem de grandeza da rigidez dielétrica de alguns materiais isolantes:
|   | Material | Rigidez dielétrica (kV/cm) |
| 1 | Ar       | 30                         |
| 2 | Mica     | 600                        |
| 3 | Vidros   | 75 a 300                   |

## Resistência de isolamento
Quando um material isolante separa dois condutores sob influência de uma diferença de potencial, aparecem correntes de fuga. A resistência de isolamento corresponde à resistência que o isolante oferece à passagem dessa corrente de fuga, a qual pode circular através da massa isolante ou pela sua superfície.  À primeira corresponde a resistência de isolamento volumétrica e à segunda a resistência de isolamento superficial.